# Colonne d'Ercole

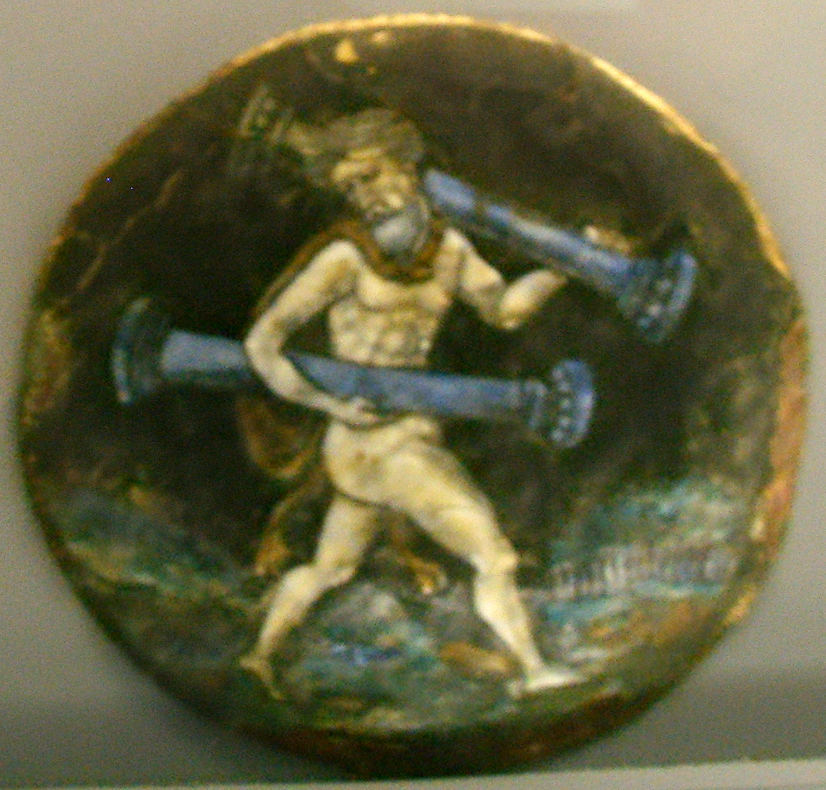
Ercole trasporta le leggendarie colonne, smalto di Limoges metà del XVI secolo, Museo civico Ala Ponzone, Cremona.

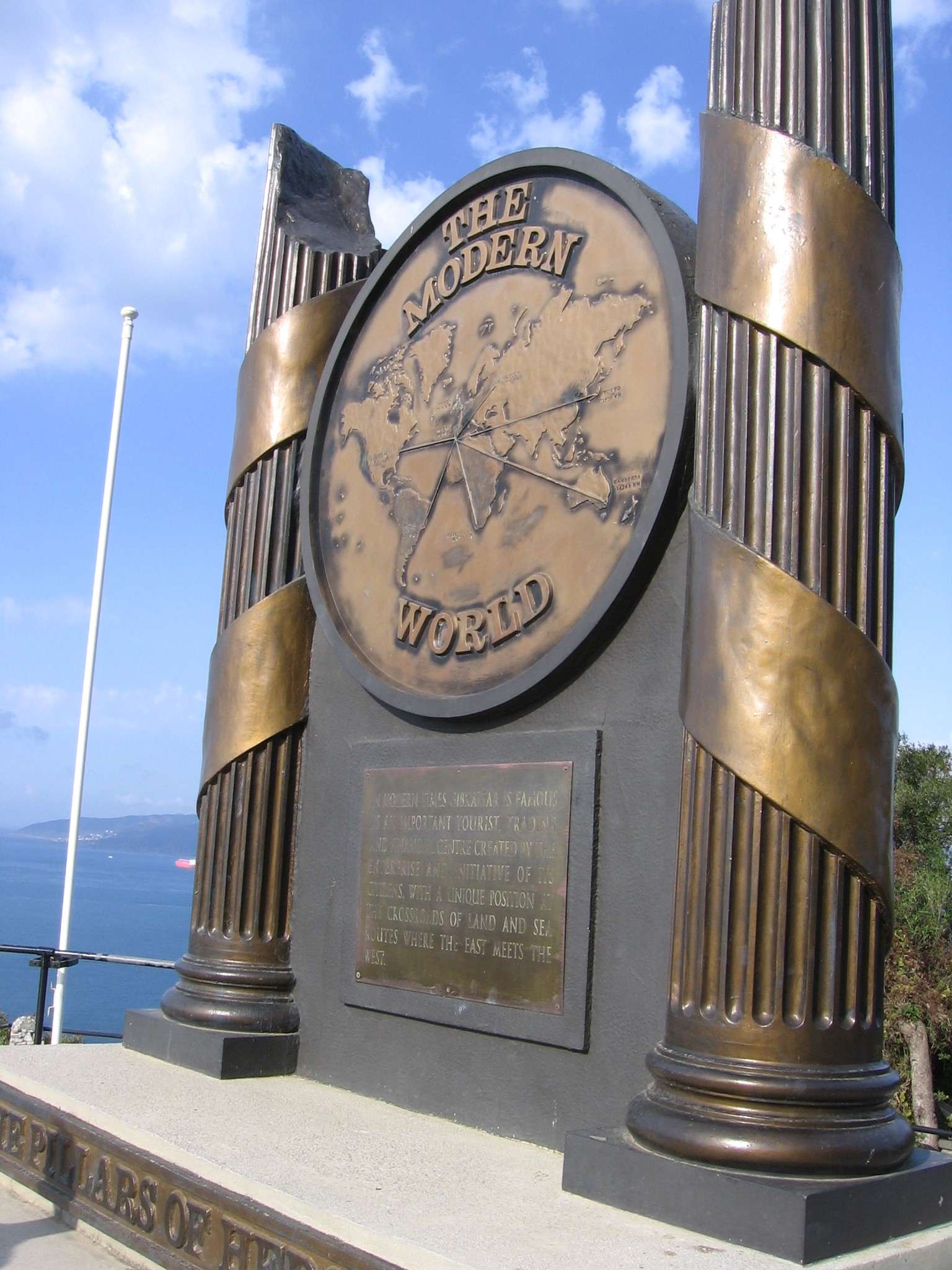
Il moderno monumento simbolico delle Colonne d'Ercole al Cancello degli Ebrei, Gibilterra.

Le Colonne d'Ercole (o di Eracle, per gli antichi Greci) indicavano il limite estremo del mondo noto alla cultura occidentale nell'antichità. Oltre che un concetto geografico, esprimono metaforicamente anche il concetto di "limite della conoscenza". Geograficamente e tradizionalmente (dato che la loro effettiva esistenza è solo presunta), esse vengono collocate in corrispondenza dello Stretto di Gibilterra: una presso la Rocca di Gibilterra, un promontorio che sorge presso l'omonima città, e l'altra sulla montagna Jebel Musa oppure sul Monte Hacho, una piccola collina che sorge nella città di Ceuta (la collocazione di questa seconda colonna è incerta).
I nomi tradizionali, che troviamo nel racconto del mito, dei monti alla cui pendici sorgerebbero le Colonne sono Calpe (il monte sul versante europeo dello stretto di Gibilterra) e Abila (il monte sul versante africano). Più che un luogo geografico il monito posto dal mitologico Ercole identifica la frontiera del mondo civilizzato e, come tale, non può fare altro che seguire il progredire delle scoperte geografiche e l'avanzare delle rotte navali. È in questo ambito che si inserisce una ipotesi oggetto di studio secondo la quale la collocazione delle Colonne, con l'espandersi della civiltà greca, sia mutata, passando dal canale di Sicilia appunto allo stretto di Gibilterra.

## Il mito di Ercole
Esiste più di una versione del mito di Ercole. Secondo una di queste, Ercole ricevette da Euristeo l’ordine di catturare le mandrie di Gerione, terribile mostro a tre teste, con tre busti e sei braccia, figlio di Crisaore e dell’oceanina Calliroe. Gerione era il re dell'Isola dell'Eritea, situata nell'Oceano occidentale e che si estendeva fino ai confini di Tartesso. Gli armenti che Ercole avrebbe dovuto catturare erano sorvegliati da un pastore di nome Eurizione. Ercole attraversò la Libia e l'isola di Tartesso e infine giunse alle pendici dei monti Calpe e Abila, due ostacoli naturali che nel mondo antico delineavano i confini del mondo occidentale che gli uomini non dovevano in alcun modo oltrepassare.
Sulle rive dello stretto di Gibilterra, sul quale si affacciavano i due monti, Ercole fece erigere due colonne, le quali erano sormontate da una statua che raffigurava un uomo. Essa era rivolta a est (ossia verso la direzione dalla quale provenivano i navigatori) e recava nella mano destra una chiave, quasi ad indicare l'intenzione di aprire una porta, mentre nella sinistra teneva una tavoletta che recava l’iscrizione non plus ultra, "non più oltre". Con questa frase Ercole intendeva definire il limite del mondo civilizzato, sottolineando il divieto per i mortali di spingersi oltre, in direzione dell’Oceano.
Secondo un'altra versione del mito, le Colonne in realtà erano i resti dei monti Calpe a Gibilterra e Abila a Ceuta (i quali tra l'altro nel mito erano considerati all’origine della separazione tra Europa e Africa) distrutti da Ercole in un momento di ira.

## Le Colonne nelle fonti classiche
Per Omero e per gli antichi greci tali Colonne si ponevano a Est, all'ingresso del Ponto Eusino, il mar Nero. Omero stesso lo definisce uno spazio senza confini e secondo Strabone i greci ai tempi di Omero immaginavano il Ponto Eusino come un altro oceano.
Nell'Odissea non vi è l'equazione Colonne = Gibilterra, poiché il mondo greco allora orbitava tra il Mediterraneo orientale e il mar Nero: è solo del 637 a.C. che compare per la prima volta la terra iberica nelle storie greche. Questo è uno dei fatti che hanno portato Sergio Frau e successivamente l'Accademia dei Lincei Italiani a prima ipotizzare e poi spostare la collocazione delle antiche colonne d'Ercole al canale di Sicilia.
Erodoto (484-425 a.C.) descrive due luoghi diversi per le Colonne. A est, nel Bosforo, quelle più antiche; a ovest, dopo Cartagine, quelle libiche, riflettendo in tal modo l'ampliarsi degli orizzonti ellenici.
Neanche Platone, nel suo dialogo Timeo, parla però ancora di coste iberiche: cita sì il monte Atlante, ma in riferimento agli Iperborei (popolo posto a Nord dell'Ellade). A causa del monopolio cartaginese sul bacino occidentale del Mediterraneo la prima spedizione ellenica al di là di Gibilterra di cui si ha effettiva notizia è del 330 a.C., dopo, quindi, la morte di Platone (347 a.C.).
Con la nascita del mondo romano Ercole raggiunge le coste mediterranee ponentine e anche Gerione, che nel mito greco ha casa nel Ponto Eusino, con i Romani diventa finalmente re di Tartesso. È qui che probabilmente nasce il mito romano delle Colonne d'Ercole poste nello stretto di Gibilterra che è rimasto sino ai giorni nostri, in quanto l'ampliamento dei confini e del mondo conosciuto ha spostato i confini.

## Le dislocazioni delle Colonne nel Mediterraneo Occidentale

La Rojigualda, la bandiera spagnola, presenta le colonne d'Ercole ai lati dello scudo

Nel libro Tartesso in Sardegna (2018), lo studioso Giuseppe Mura ha riportato un'analisi delle antiche fonti greche che affrontano il tema della dislocazione delle Colonne, evidenziando come i "pilastri" che segnavano il passaggio per mare dell'eroe di Argo, Eracle, furono molteplici: indicavano il limite estremo del mondo conosciuto ed esprimevano concetti legati alle conoscenze geografiche. Tanto è vero che esse fanno la loro comparsa solo quando i Greci iniziano la loro vera espansione in Occidente (VIII secolo a.C.), iniziando così quel processo che condurrà alla formazione dell'entità politico-economica che i latini chiameranno Magna Grecia.
L'avanzare delle prime esplorazioni greche verso Occidente (praticate in particolare dagli Eubei e dai Focei) comportava sempre lo spostamento del limite conosciuto (i “confini della terra" di Omero ed Esiodo) in precedenza, così, specie se il luogo si prestava alla collocazione di nuove “Colonne” (passaggi stretti per mare tra promontori, isole o quant'altro), queste erano regolarmente attribuite al loro personaggio più rappresentativo: Eracle.
A detta del poeta greco Licofrone (IV sec. a.C.) esisteva anche la "porta di Tartesso", situata nei pressi della sera (l'occidente dei Greci) e che indicava simbolicamente il confine all'ardimento esplorativo umano.
La più antica descrizione delle Colonne, in termini paesaggistici, è invece attribuibile al poeta greco Pindaro (VI-V sec. a.C.): "Lieve non è tragittare nel mare inviolabile delle Colonne d'Eracle, che l'eroe dio piantò testimoni dell'ultimo varco. E domava le fiere enormi del mare, i reflussi esplorava delle lagune egli solo, dove toccò la meta d’illeso ritorno e rivelò la terra. Anima mia, verso quale promontorio straniero tramonti il tuo corso." Il poeta lirico qui descrive Colonne che, oltre ad essere testimoni dell'ultimo varco nel "mare inviolabile", conducono in un luogo caratterizzato da "lagune e un promontorio".
Quanto alle antiche dislocazioni delle Colonne nel bacino del Mediterraneo occidentale, ecco, in proposito, le testimonianze di importanti autori antichi:
- Pseudo Scilace (VI-V sec. a.C.): descrive Colonne distanti tra loro circa un giorno di navigazione e posizionate una in Libia (che terminava in territorio cartaginese, odierna Tunisia) e una nelle isole Gadire ubicate "davanti all'Europa". Colonne strane, queste, la prima dislocata chiaramente, la seconda molto meno. Nel periodo interessato Gadir era identificata con Cadice, ma non è pensabile che Scilace intendesse collocare un pilastro a Cartagine e l'altro al di là dello Stretto di Gibilterra. In realtà il termine Gadir, in lingua fenicia, indicava genericamente un luogo munito di fortificazioni. Il conflitto tra Greci e Cartaginesi nel Mediterraneo occidentale incentivò la costruzione delle opere di difesa, contribuendo così a moltiplicare a dismisura i siti aventi questo nome, come confermano sia le fonti che la toponomastica antica. Ora, le "isole Gadire" citate dello Pseudo Scilace che ospitano la seconda Colonna sono situate "davanti all'Europa" e distano un giorno di navigazione dalla prima (territorio cartaginese), pertanto tutte le isole del Mediterraneo occidentale affacciate alla costa africana si candidano per ospitarla (in primis, la Sardegna e le sue isole meridionali che peraltro, coi 7000 nuraghi distribuiti su tutto il territorio sardo, potevano ragionevolmente reggere l'appellativo di isole gadire, cioè fortificate).
- Aristotele (IV sec. a.C.): “[...] facendosi strada con uno stretto passaggio alle cosiddette Colonne d’Eracle, l'Oceano penetra nel mare interno come in un porto e, allargandosi poco a poco, si estende abbracciando grandi golfi [...] che costituiscono le cosiddette Sirti, delle quali l'una è denominata Grande e l'altra Piccola. Dall'altra parte non forma più golfi simili a essi e forma invece tre mari, ossia il Mar di Sardegna, il Mare di Galazia e l'Adriatico e, subito appresso, situato in senso obliquo, il Mare di Sicilia”. Queste Colonne quindi separano due mari: da una parte si trovano i golfi delle Sirti (che bagnano le coste della Libia), e "dall'altra parte" i mari che formano il Mediterraneo occidentale (mare di Sardegna, mare di Galazia o di Gallia e, tramite lo stretto di Messina, l’Adriatico e infine il mare di Sicilia). A proposito della Libia scrive inoltre: “La Libia è quella regione che si estende dall’istmo Arabico (o dal Nilo) fino alle Colonne d’Eracle”. Ne deriva insomma che le colonne descritte da Aristotele risulterebbero dislocate presso il canale di Sicilia. Aristotele, oltre alle Colonne che conducono alle Sirti, ne propone un'altra coppia quando descrive il Mediterraneo come un mare tutto interconnesso e interessato da correnti, fiumi e profondità diverse: “Al di là delle Colonne d'Eracle il mare è poco profondo e calmo a causa della melma perché giace in un infossamento”.
- Timeo di Tauromenio (IV-III sec. a.C.): “La Sardegna si trova presso le Colonne d'Eracle”. Egli, quindi, con questa affermazione perentoria, introduce direttamente l'isola dei Nuraghi tra i luoghi interessati dai “Pilastri” dell'eroe.

Le testimonianze più antiche che certificano l’esistenza di molteplici Colonne d’Eracle conducono a luoghi del Mediterraneo Occidentale descritti diversamente dallo Stretto di Gibilterra: Gibilterra è presente nel pensiero prevalente moderno quale luogo di identificazione delle Colonne, ma tale identificazione è in realtà da far risalire solo alla tarda tradizione greca (e latina) e non alle antiche fonti che narravano di navigazioni attraverso le Colonne dell’eroe.
Giorgio Saba ha pubblicato un lavoro che identifica le Colonne d'Ercole con il Faraglione Antiche Colonne di Carloforte nell'attuale Sardegna .

## Oltre le Colonne
Oltre le Colonne, oltre il mondo conosciuto, c'è sempre la speranza di trovare terre migliori, più ricche:
- Platone vi colloca Atlantide, mitica isola ricca di argento e di metalli, potenza navale conquistatrice che novemila anni prima dell'epoca di Solone, dopo avere fallito l'invasione di Atene, sprofondò in un giorno e una notte.
- Dante invece pone a cinque mesi di navigazione oltre le Colonne il monte del Purgatorio, che Ulisse riesce a vedere prima che lui e i suoi compagni vengano travolti da un turbine divino (Canto XXVI).
- sulla base della congettura dantesca alcuni, come lo scrittore Paolo Granzotto, hanno ipotizzato che Ulisse abbia navigato effettivamente oltre Gibilterra e abbia raggiunto le isole britanniche, terre effettivamente ricche di metalli preziosi agli occhi dei greci di Omero.
- Altri, invece, come il giornalista Sergio Frau[8], ridimensionando le potenzialità della tecnica navale greca, riconoscono le Colonne nello stretto di Sicilia, e Atlantide e Tartesso in Sardegna, anch'essa terra molto ricca. Tra l'altro a Nora (area archeologica nel comune di Pula in provincia di Cagliari) è stata ritrovata una stele che riporta la più antica epigrafe che citi Tartesso[9].